# Јулијан Тарсанин
Свети Јулијан Тарсанин је хришћански мученик из 3. века. Био је сенаторског порекла и живео је у Тарску Киликијском. Пострадао је за време владавине цара Диоклецијана.
Иако је имао тек осамнаест година када је подвргнут мучењу због вере у Исуса Христа, свети Јулијан је већ био довољно васпитан и утврђен у хришћанском благочешћу. Целу годину водао га је намесник царски за собом из града у град, мучећи га и наговарајући да се одрекне вере Христа. Мајка Јулијанова пратила је издалека свога сина. Када њу је намесник ухватио и послао да усаветује свога сина, да се одрекне вере у Христа, она је три дана говорила у тамници своме сину супротне савете, учећи га и храбрећи да не клоне духом, неге да са благодарношћу Богу и смелошћу иде на смрт. Мучитељи су тада зашили Јулијана у врећу са песком и са шкорпијама и змијама, па бацили у море, а и мајка Јулијанова је умрла на мукама. Мошти његове избацили су таласи на обалу, и верни су их пренели у Александрију и сахранили 290. године. Доцније су те мошти пренете у Антиохију. Свети Јован Златоуст је потом држао похвалну реч светом мученику Јулијану. "Из уста мученика", рекао је Златоуст, "исходио је свети глас, и заједно с гласом изливала се светлост јаснија од сунчаних зрака". И још: "Узми кога било, сумашедшег и бесног, и приведи овоме светоме гробу, где су мошти мученикове, и видећеш, како ће он (демон) непремено искочити и побећи као од палећег жара". Хришћани верују да су се многа чуда дешавала на гробу овог светитеља.
Српска православна црква слави га 21. јуна по црквеном, јулијанском, а 4. јула по грегоријанском календару.